# KS Pałac Bydgoszcz
Maillots
Le KS Pałac Bydgoszcz est un club de volley-ball féminin polonais fondé en 1982 et basé à Bydgoszcz qui évolue pour la saison 2019-2020 en Liga Siatkówki Kobiet

## Historique
- Pałac Bydgoszcz (1982–1993)
- Gryf Bydgoszcz (1993–1994)
- Gryf Pałac Bydgoszcz (1994–1995)
- Pałac Centrostal Bydgoszcz (1995–1998)
- Centrostal Eltra Bydgoszcz (1998–1999)
- Centrostal AMT Bydgoszcz (1999–2000)
- Bank Pocztowy Centrostal Bydgoszcz (2000–2002)
- Bank Pocztowy GCB Adriana Gazeta Pomorska Bydgoszcz (2002–2003)
- GCB Adriana Gazeta Pomorska Bydgoszcz (2003–2004)
- Centrostal Adriana Gazeta Pomorska Bydgoszcz (2004–2005)
- Centrostal Focus Park Bydgoszcz (2005–2007)
- GCB Centrostal Bydgoszcz (2007–2011)
- Pałac Bydgoszcz (2011-...)

## Palmarès
- Championnat de Pologne[2]
  - Vainqueur : 1993.
  - Finaliste : 2001, 2005.
- Coupe  de Pologne[2]
  - Vainqueur : 1992, 2001, 2005.
  - Finaliste : 1993.
- Supercoupe de Pologne[2]
  - Vainqueur : 2005.